# Åre gymnasieskola

Åre gymnasieskola var en gymnasieskola belägen i Järpen, Jämtlands län.
Gymnasieutbildningen startade som korrespondensgymnasium år 1958. Tillsammans med Undersåkers samrealskola, Undersåkers verkstadsskola och det 1964 startade högstadiet bildades den nya Racklöfska skolan – vars gymnasiedel blev Åre gymnasieskola 2006.
Skolan är riksskidgymnasium sedan 1972 och har också hotell- och turismutbildningar.
Åre gymnasieskola (2006-2017) lades ned (ombildades) den 30 juni 2017 och övergick från Åre kommun till Jämtlands gymnasieförbund under namnet "Jämtlands gymnasium Åre". 
Åre gymnasieskolas arkivförteckning (länk)